# 彩虹小馬：友情就是魔法 (遊戲)
《彩虹小馬：友情就是魔法》，是一款由Gameloft開發，以同名動畫《彩虹小馬：友情就是魔法》為主題的模擬經營類手機遊戲。於2012年11月8日發行。

## 遊戲內容
遊戲以動畫第一季中「夢魘之月回歸」的故事為劇情背景，玩家可幫助小馬們建設自己的家園，召集到更多善良的同類和反派「夢魘之月」進行戰鬥。
遊戲的操控和大部分模擬經營遊戲相似，玩家透過虛擬貨幣購得所需小馬、商店及擴張土地等，並完成遊戲所指定的任務。
除了主線的經營遊戲外，還內建了數款不同類型的小遊戲，這些小遊戲同時也可以用來增加小馬的等級，或是藉由累積分數獲得獎勵。
目前遊戲下載與遊玩均為免費，但部分遊戲所需資源可使用真實貨幣購得。

## 开发过程
孩之宝和Gameloft在2012年6月宣布了许可合作伙伴关系，允许后者开发基于孩之宝旗下品牌的游戏。这份声明也披露了双方合作开发的第一批游戏中将会包括一款基于《小马宝莉：友情就是魔法》的手机游戏，该游戏会在当年晚些时候发布。

## 评价
CNET澳大利亚的米歇尔·史达对该游戏的“免费增值”生态颇有微词：为了完成任务，玩家需要购买特定的角色，有些需要用宝石（稀有货币）购买。玩家可货币以获得经验、升级的方式挣得宝石，而不用花费真实货币。挣得足够宝石需要耗费极其长的时间，史达估计玩家为了取得主线任务所需的最后一名角色需要玩3年游戏，不然就要花费50澳大利亚元一次购买全部所需的宝石。史达推测这种机制要么让玩家在游戏中投入过多的财力，要么让他们在无法轻松地取得更多成就时放弃游戏。 Stuff.co.nz的哈雷·奥格尔同样严厉批评该游戏的定价方案，指出仅仅是完成主线任务就需要投入金钱或是漫长的时间，这种类型的货币化不仅侮辱了成年玩家，也令那些不知他们为什么不能完成游戏的孩子们感到沮丧。 Pocket Gamer的彼得·惠灵顿也为该游戏感到悲哀，表示在游戏中获得金币和其他宝物的速度极其缓慢，而且正是因为金币是游戏中迷你游戏的主要资源，玩家即使玩了一个星期该游戏，还是会因为仅获得少许奖励而感到单调乏味。一个例子是，一位小孩在父母的iPad上玩该游戏时，通过微交易的方式购买了许多宝石，而并没有意识到这需要花费真实货币，最后以一个小时内花费超过900英镑收场。虽然该笔费用得到了退还，但还是凸显了这种免费增值游戏看似无辜的特性。
为了回应这些对于花费问题的抱怨，Gameloft在2012年12月的早期发布了对游戏内商店价格的改动，特别是将需要宝石的小马的价格减少到了一个可接受的程度。比如，完成游戏主线任务所需的主要小马——云宝，从500枚宝石减少到了90枚宝石。 这个价格还是被认为过高，玩家要么需要等待几个月收集到足够的宝石，要么花费真实金钱购买宝石，还是引起了对Gameloft“免费增值”模式的质疑。对降低宝石花费之后的额外投诉，Gameloft回应说相信这些主要是来自想要尽快完成游戏的该剧粉丝“小马哥”，而不是他们的目标受众——小女孩。Gameloft的路易斯·迪格比表示，该游戏是免费获取的，并且“如果我们想盈利，就必须销售游戏内容”。截至2013年3月，该游戏已被下载超过540万次。

## 外部連結
- Gameloft（页面存档备份，存于）
- 彩虹小馬：友情就是魔法的Facebook專頁
- 《彩虹小馬：友情就是魔法》於iTunes App Store （页面存档备份，存于）
- 《彩虹小馬：友情就是魔法》於Google Play （页面存档备份，存于）
- The My Little Pony Gameloft Wiki （页面存档备份，存于）